# Panilla oxyprora
Panilla oxyprora là một loài bướm đêm trong họ Erebidae.